# دورة ألعاب إنفيكتوس 2020

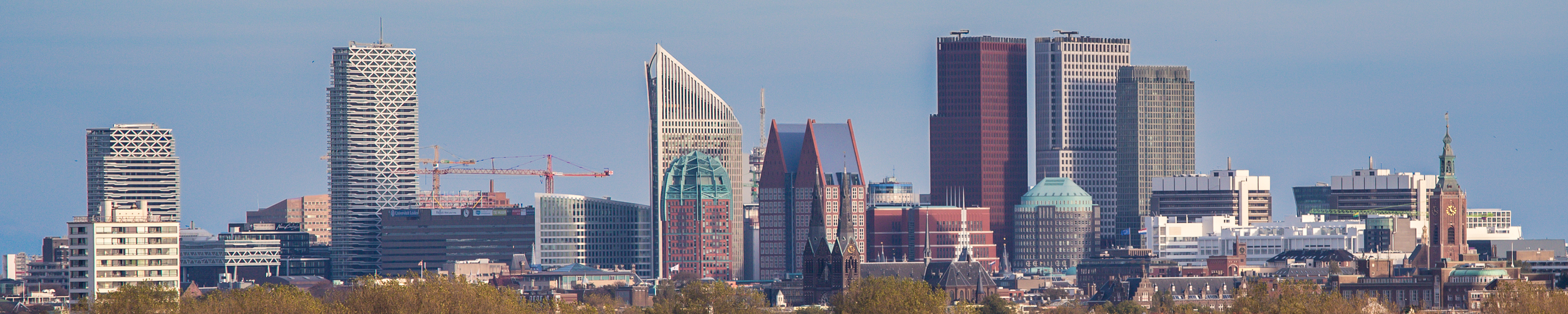
أفق مدينة لاهاي

كانت ألعاب إنفيكتوس 2020 حدثًا رياضيًا متعدد الرياضات خاص بالجنود المصابين والجرحى والمرضىى من قُدامى العسكريين والعاملين في القوات الدفاعية، وقدأقيم في لاهاي بهولندا في أبريل 2022، بعد تأجيله مرتين. كانت هذه هي النسخة الخامسة من دورة ألعاب إنفيكتوس.  

## التطوير والاعداد
كان من المُقرر إقامة الألعاب في الفترة من 9 إلى 16 مايو 2020 في زويديربارك،  ولكن أُجلت إلى عام 2021 بسبب جائحة كوفيد-19 . ثم أُجلت مرة أخرى إلى ربيع عام 2022.  حضر حفل الافتتاح الراعي المؤسس للحدث الأمير هاري دوق ساسكس وزوجته ميغان دوقة ساسكس والذي أُقيم في 16 أبريل 2022 .  كما حضره أيضًا الأميرة مارغريت من هولندا، وهي الرئيسة الفخرية للجنة التوصية بألعاب إنفيكتوس 2020 والتي أطلقت زهور التوليب الرسمية للألعاب في يونيو 2021، وابنها الأمير بيتر كريستيان.   وكان ممثلو الدول المشاركة حاضرين أيضًا.  حضر الملك ويليم ألكسندر ملك هولندا الحفل الختامي في 22 أبريل 2022. 
أُعلن عن دار سك العملة الملكية الهولندية باعتبارها الراعي والمصمم للميداليات وغيرها من الإصدارات الرياضية الخاصة للألعاب. 

## الألعاب

### الدول المشاركة
تمت دعوة الدول الثمانية عشر المشاركة في دورة ألعاب إنفيكتوس 2018 مرة أخرى، بالإضافة إلى دعوات جديدة لبلجيكا وكوريا الجنوبية. 
وبسبب الإجراءات الاحترازية المتعلقة بكوفيد، لم تتمكن الأردن وأفغانستان ونيوزيلندا من الحضور.  الدول السبعة عشر المشاركة هي:
- أستراليا
- بلجيكا
- كندا
- الدنمارك
- إستونيا
- فرنسا
- جورجيا
- ألمانيا
- العراق
- إيطاليا
- هولندا (مضيف)
- بولندا
- رومانيا
- كوريا الجنوبية
- أوكرانيا
- المملكة المتحدة
- الولايات المتحدة

كما شارك فريق آخر يحمل اسم "أونكونكرد" في بعض الفعاليات التي تتكون من متنافسين من دول متعددة.

### الرياضات
أُقيمت مسابقات في 9 رياضة تكيّفية مختلفة خلال دورة الألعاب، بالإضافة إلى تحدي قيادة جاكوار لاند روفر. 
- نبالة  (تفاصيل)
- ألعاب قوى  (تفاصيل)
- التجديف الداخلي  (تفاصيل)
- رياضة القوة  (تفاصيل)
- ركوب الدراجات على الطرق  (تفاصيل)
- الكرة الطائرة بوضعية الجلوس  (تفاصيل)
- سباحة  (تفاصيل)
- كرة السلة على الكراسي المتحركة  (تفاصيل)
- الرجبي على الكراسي المتحركة  (تفاصيل)
- تحدي قيادة لاند روفر

## الحائزون على الميداليات

### تحدي قيادة لاند روفر
| الألعاب | الذهبية                            | الفضية                                                 | البرونزية                                    |
| ------- | ---------------------------------- | ------------------------------------------------------ | -------------------------------------------- |
| فرق     | فرنسا · كريستوف كولو · فرانك بوارو | رومانيا · ميهاي أيون توما · يوليان كونستانتين كاباتينا | جورجيا · مورتازي أوسيبايشفيلي · أونيس جوجيلي |

### الرماية
| الألعاب                | الفئة | الذهبية                                                                          | الفضية                                                        | البرونزية                                                   |
| ---------------------- | ----- | -------------------------------------------------------------------------------- | ------------------------------------------------------------- | ----------------------------------------------------------- |
| القوس المستقيم للرجال  | هاوٍ   | ستيفان بريتوت · فرنسا                                                            | ستيوارت بادلي · المملكة المتحدة                               | جان فرانسوا لافيرني · كندا                                  |
| القوس المستقيم للرجال  | مفتوح | كيم كانغ هون · كوريا الجنوبية                                                    | إميل فلورين كوجوكارو · رومانيا                                | أندريه سكراجني · بولندا                                     |
| القوس المستقيم للسيدات | هاوٍ   | شيري لويز ماكبين · المملكة المتحدة                                               | روز ماري مايا · فرنسا                                         | آنا صوفيا بوزانوفا · أوكرانيا                               |
| الفرق المستقيمة        | هاوٍ   | الدنمارك · أوف كريستنسن · بوبي جاكوبسن · يسبر سموليروب                           | بولندا · كرزيستوف غوزدزيك · رافال ليس · والديمار سكونتسني     | كندا · جان فرانسوا لافيرني · كريستوفر مورس · واد ستاتش      |
| الفرق المستقيمة        | مفتوح | رومانيا · يوليان كونستانتين كاباتينا · إميل فلورين كوجوكارو · إدوارد فلاد روميلا | أوكرانيا · دميترو أفاناسييف · سيرهي كاليتيوك · فاسيل ستوزينكو | المملكة المتحدة · أنتوني بوث · تشيز ميلويش · دانيال أوكونور |
|                        |       |                                                                                  |                                                               |                                                             |
| القوس المركب للرجال    | مفتوح | مارسيل نياغو · رومانيا                                                           | بريت كامبفيلد · الولايات المتحدة                              | دوغلاس جودفري الابن · الولايات المتحدة                      |
| القوس المركب للسيدات   | مفتوح | تيفاني هودجينز · الولايات المتحدة                                                | ميشيل سانشيز · الولايات المتحدة                               | كريستل فان دينتر · هولندا                                   |
| الفرق المركبة          | مفتوح | الولايات المتحدة · بريت كامبفيلد · ريتشارد ديفريكس · دوغلاس جودفري الابن.        | رومانيا · فلورين بولوفان · مارسيل نياغو · ميهاي ليون توما     | إيطاليا · ماسيمو أديو · جوزيبي إريكيز · أندريا بريت         |

### ألعاب القوى
الرجال
| الألعاب      | الفئة | الذهبية                              | الفضية                                | البرونزية                             |
| ------------ | ----- | ------------------------------------ | ------------------------------------- | ------------------------------------- |
| 100 m        | IT1   | كيونتي ستوري · الولايات المتحدة      | أليكسي بيرواشفيلي · جورجيا            | روس ألوين · الولايات المتحدة          |
| 200 m        | IT1   | أليكسي بيرواشفيلي · جورجيا           | كيونتي ستوري · الولايات المتحدة       | وولف وولبوت · بلجيكا                  |
| 400 m        | IT1   | كارلو كالكاغني · إيطاليا             | سيباستيان بيان · فرنسا                | روس ألوين · الولايات المتحدة          |
| 1500 m       | IT1   | أليكسي بيرواشفيلي · جورجيا           | وولف وولبوت · بلجيكا                  | أوليكسي بوبتشينيتس · أوكرانيا         |
| 100 m        | IT2   | ماركو بيساني · إيطاليا               | لم تمنح                               | لم تمنح                               |
| 100 m        | IT3   | ديفيد مالينفانت · كندا               | ماتيا دال باسترو · إيطاليا            | سيو وون باي · كوريا الجنوبية          |
| 200 m        | IT3   | ديفيد مالينفانت · كندا               | لم تمنح                               | لم تمنح                               |
| 400 m        | IT3   | ديفيد مالينفانت · كندا               | غاريت باورز · كندا                    | لم تمنح                               |
| 1500 m       | IT3   | ماتيا دال باسترو · إيطاليا           | ديفيد مالينفانت · كندا                | روبرتو كومو · إيطاليا                 |
| 100 m        | IT4   | باتريك ليفيس · كندا                  | غاريت كوادا · الولايات المتحدة        | أحمد سفروف · جورجيا                   |
| 200 m        | IT4   | باتريك ليفيس · كندا                  | غاريت كوادا · الولايات المتحدة        | جاي تشون · الولايات المتحدة           |
| 400 m        | IT4   | باتريك ليفيس · كندا                  | جاي تشون · الولايات المتحدة           | غاريت كوادا · الولايات المتحدة        |
| 1500 m       | IT4   | باتريك ليفيس · كندا                  | غاريت كوادا · الولايات المتحدة        | جاي تشون · الولايات المتحدة           |
| 100 m        | IT5   | مايكل نيكلسون · الولايات المتحدة     | جويل رودريغيز · الولايات المتحدة      | لم تمنح                               |
| 200 m        | IT5   | مايكل نيكلسون · الولايات المتحدة     | جويل رودريغيز · الولايات المتحدة      | لم تمنح                               |
| 400 m        | IT5   | مايكل نيكلسون · الولايات المتحدة     | جويل رودريغيز · الولايات المتحدة      | لم تمنح                               |
| 100 m        | IT6   | جاكوب كوكس · الولايات المتحدة        | مايكل ميرفي · الولايات المتحدة        | لم تمنح                               |
| 200 m        | IT6   | جاكوب كوكس · الولايات المتحدة        | مايكل ميرفي · الولايات المتحدة        | لم تمنح                               |
| 400 m        | IT6   | جاكوب كوكس · الولايات المتحدة        | مايكل ميرفي · الولايات المتحدة        | لم تمنح                               |
| 1500 m       | IT6   | مايكل ميرفي · الولايات المتحدة       | جاكوب كوكس · الولايات المتحدة         | لم تمنح                               |
| 100 m        | IT7   | أندرو هوليداي · الولايات المتحدة     | رافاييل مورفينسيسو · الولايات المتحدة | ماثيو كابل · الولايات المتحدة         |
| 200 m        | IT7   | أندرو هوليداي · الولايات المتحدة     | رافاييل مورفينسيسو · الولايات المتحدة | ماثيو كابل · الولايات المتحدة         |
| 400 m        | IT7   | فرد لويس · الولايات المتحدة          | رافاييل مورفينسيسو · الولايات المتحدة | جاكوب أنتوني · الولايات المتحدة       |
| 1500 m       | IT7   | جيرالد مونييه · فرنسا                | أندرو هوليداي · الولايات المتحدة      | رافاييل مورفينسيسو · الولايات المتحدة |
| 100 m        | IT8   | مارك كلوغرتي · المملكة المتحدة       | دانيال فيليبس · المملكة المتحدة       | جوشو سميث · الولايات المتحدة          |
| 200 m        | IT8   | مارك كلوغرتي · المملكة المتحدة       | جوشو سميث · الولايات المتحدة          | دانيال فيليبس · المملكة المتحدة       |
| 400 m        | IT8   | مارك كلوغرتي · المملكة المتحدة       | جوشو سميث · الولايات المتحدة          | دانيال فيليبس · المملكة المتحدة       |
| 1500 m       | IT8   | جوشو سميث · الولايات المتحدة         | دانيال فيليبس · المملكة المتحدة       | مارك كلوغرتي · المملكة المتحدة        |
| الوثب الطويل | IJ5   | رافاييل مورفنسيسو · الولايات المتحدة | أرتيم لوكاشوك · أوكرانيا              | إيفان هرتسون · أوكرانيا               |
| Shot put     | IF1   | روس ألوين · الولايات المتحدة         | داندي ويلسون · الولايات المتحدة       | عماد الشويلي · العراق                 |
| رمي القرص    | IF1   | ألكسندر أولريش · ألمانيا             | ناثان كينج · أستراليا                 | فريدريك دي كيزر · بلجيكا              |
| رمي الجلة    | IF2   | روديون سيتديكوف · أوكرانيا           | ياسين مهدي · العراق                   | غاريت باورز · كندا                    |
| رمي القرص    | IF2   | رينيه هينريكوس · إستونيا             | لوكا لوتشي · إيطاليا                  | لم تمنح                               |
| رمي الجلة    | IF3   | جاكوب كوكس · الولايات المتحدة        | لم تمنح                               | لم تمنح                               |
| رمي القرص    | IF3   | حميد حسن · العراق                    | لم تمنح                               | لم تمنح                               |
| رمي الجلة    | IF4   | روبرت دومينغيز · الولايات المتحدة    | غابرييل رامون · أستراليا              | ماثيو كابل · الولايات المتحدة         |
| رمي القرص    | IF4   | شين براملي · أستراليا                | داريوس سيجيوكا · بولندا               | رافاييل مورفينسيسو · الولايات المتحدة |
| رمي الجلة    | IF5   | سيري برياديكا · أوكرانيا             | سيف لمي · العراق                      | كانغ تشا سو · كوريا الجنوبية          |
| رمي القرص    | IF5   | ستيفن جيمس · أستراليا                | توماس لارونس · فرنسا                  | كارلوس خيمينيز · الولايات المتحدة     |
| رمي الجلة    | IF6   | جوزيبي كامبوتشيو · إيطاليا           | رستم رسول · أوكرانيا                  | وسام الكاظمي · العراق                 |
| رمي الجلة    | IF7   | فيكتور ليكودوخ · أوكرانيا            | أوستن باركر · الولايات المتحدة        | جويل رودرغيز · الولايات المتحدة       |
| رمي القرص    | IF7   | جورج فيرا · الولايات المتحدة         | لم تمنح                               | لم تمنح                               |
| رمي الجلة    | IF8   | شين روسال · المملكة المتحدة          | فالنتين سيولان أوتا · رومانيا         | تشارلي داي · المملكة المتحدة          |
| رمي القرص    | IF8   | كارنيل مارتن · الولايات المتحدة      | ستيفن فرينش · أستراليا                | جوشو سميث · الولايات المتحدة          |

السيدات
| الألعاب      | الفئة | الذهبية                            | الفضية                             | البرونزية                          |
| ------------ | ----- | ---------------------------------- | ---------------------------------- | ---------------------------------- |
| 100 m        | IT7   | إيما مورفيت · أستراليا             | تشونتي غونزاليس · الولايات المتحدة | هايدي دالهاوزن · هولندا            |
| 200 m        | IT7   | ليزا ماكراني · الولايات المتحدة    | إيما مورفيت · أستراليا             | تشونتي غونزاليس · الولايات المتحدة |
| 400 m        | IT7   | جيسيكا غارنو · كندا                | ليزا ماكراني · الولايات المتحدة    | سالي رينارد · المملكة المتحدة      |
| 1500 m       | IT7   | سالي رينارد · المملكة المتحدة      | جيسيكا غارنو · كندا                | جوان برادلي · كندا                 |
| الوثب الطويل | IJ5   | فانيسا برويل · أستراليا            | إيما مورفيت · أستراليا             | أنجيلا يوسون · الولايات المتحدة    |
| رمي الجلة    | IF1   | ليزا جونستون · المملكة المتحدة     | صابرين الدواهي · العراق            | لم تمنح                            |
| رمي القرص    | IF2   | راشيل ويليامسون · المملكة المتحدة  | لم تمنح                            | لم تمنح                            |
| رمي الجلة    | IF4   | إيما مورفيت · أستراليا             | أنجيلا يوسون · الولايات المتحدة    | فيكتوريا ويلز · المملكة المتحدة    |
| رمي القرص    | IF4   | تشونتي غونزاليس · الولايات المتحدة | جويس فان دن واردنبورغ · هولندا     | فانيسا برويل · أستراليا            |
| Shot put     | IF5   | بيث غرور · الولايات المتحدة        | هيوشين تشا · الولايات المتحدة      | لم تمنح                            |
| رمي القرص    | IF5   | بيث كينج · الولايات المتحدة        | لم تمنح                            | لم تمنح                            |
| رمي القرص    | IF 8  | لوسي هولت · المملكة المتحدة        | كريستين موريس · الولايات المتحدة   | لم تمنح                            |

المختلطة
| الألعاب           | الذهبية                                                                   | الفضية                                                            | البرونزية                                                       |
| ----------------- | ------------------------------------------------------------------------- | ----------------------------------------------------------------- | --------------------------------------------------------------- |
| 4 × 100 متر تتابع | الولايات المتحدة · كيونيت ستوري · أندرو هوليداي · روس ألواين · ماثيو كابل | كندا · روك فيرلاند · غاريت باورز · جيسيكا غارنو · ديفيد مالينفانت | بلجيكا · باتريس لومبيت · وولف ولبوت · تييري دوتريو · بيتر كوبرغ |

### التجديف الداخلي
الرجال
| الألعاب        | الفئة | الذهبية                          | الفضية                            | البرونزية                               |
| -------------- | ----- | -------------------------------- | --------------------------------- | --------------------------------------- |
| التجديف السريع | IR1   | مايكل نيكلسون · الولايات المتحدة | لم تمنح                           | لم تمنح                                 |
| التحمل         | IR1   | مايكل نيكلسون · الولايات المتحدة | لم تمنح                           | لم تمنح                                 |
| التجديف السريع | IR2   | نيكولاس مارفيل · فرنسا           | برنت ثوم · الولايات المتحدة       | ليني ريدروز · أستراليا                  |
| التحمل         | IR2   | نيكولاس مارفيل · فرنسا           | فيكتور ليكودوخ · أوكرانيا         | أوستن باركر · الولايات المتحدة          |
| التجديف السريع | IR3   | كي سي هيجر · الولايات المتحدة    | فرانك بوارو · فرنسا               | إيهور هالوشكا · أوكرانيا                |
| التحمل         | IR3   | إيور هالوشكا · أوكرانيا          | كي سي هيجر · الولايات المتحدة     | فرانك بوارو · فرنسا                     |
| التجديف السريع | IR4   | بيتر براون · أستراليا            | شين روسال · المملكة المتحدة       | باتريك ليفيس · كندا                     |
| التحمل         | IR4   | جيمس سافيل · أستراليا            | باتريك ليفيس · كندا               | بيتر براون · أستراليا                   |
| التجديف السريع | IR5   | روس ألوين · الولايات المتحدة     | بيتر براون · أستراليا             | داندي الكسندر ويلسون · الولايات المتحدة |
| التجديف السريع | IR5   | روس ألوين · الولايات المتحدة     | غريغوري كوارلز · الولايات المتحدة | إيور بيزكارافايني · أوكرانيا            |
| التحمل         | IR5   | روس ألوين · الولايات المتحدة     | بيتر براون · أستراليا             | غريغوري كوارلز · الولايات المتحدة       |
| التجديف السريع | IR6   | ماثيو موديل · أستراليا           | ماثيو كابل · الولايات المتحدة     | فيليب فونغ الابن · الولايات المتحدة     |
| التجديف السريع | IR6   | ماثيو موديل · أستراليا           | ماثيو كابل · الولايات المتحدة     | برزيميسواف كوالسكي · بولندا             |
| التحمل         | IR6   | ماثيو موديل · أستراليا           | كاسبر هولم هنريكسن · الدنمارك     | ماثيو كابل · الولايات المتحدة           |

السيدات
| الألعاب        | الفئة | الذهبية                           | الفضية                          | البرونزية                       |
| -------------- | ----- | --------------------------------- | ------------------------------- | ------------------------------- |
| التجديف السريع | IR3   | راشيل ويليامسون · المملكة المتحدة | لم تمنح                         | لم تمنح                         |
| التحمل         | IR3   | كيري تيسييه · أستراليا            | لم تمنح                         | لم تمنح                         |
| التجديف السريع | IR5   | لوسي هولت · المملكة المتحدة       | إميليا ميسكو · أستراليا         | كيلي ليونارد · المملكة المتحدة  |
| التحمل         | IR5   | لوسي هولت · المملكة المتحدة       | إميليا ميسكو · أستراليا         | بيث كينج · الولايات المتحدة     |
| التجديف السريع | IR6   | سارة بيتشيل · أستراليا            | ليزا ماكراني · الولايات المتحدة | فيكتوريا روس · المملكة المتحدة  |
| التحمل         | IR6   | فيكتوريا روس · المملكة المتحدة    | كاترين توكيا · إستونيا          | سالي رينارد · المملكة المتحدة   |
| التحمل         | IR6   | فيكتوريا روس · المملكة المتحدة    | كاترين توكيا · إستونيا          | ليزا ماكراني · الولايات المتحدة |

### رفع الأثقال
| الألعاب             | الفئة | الذهبية                         | الفضية                             | البرونزية                      |
| ------------------- | ----- | ------------------------------- | ---------------------------------- | ------------------------------ |
| وزن خفيف للرجال     | IP4   | جاكوب كوكس · الولايات المتحدة   | جيمس سترايد · المملكة المتحدة      | أنطونيو أوريكيو · إيطاليا      |
| الوزن المتوسط رجال  | IP5   | جوناثان بلات · المملكة المتحدة  | أمير الجريشي · العراق              | فالح الدلفي · العراق           |
| الوزن الثقيل للرجال | IP6   | غريغوري فان أولم · كندا         | غابرييل رامون · أستراليا           | ماثيو كابل · الولايات المتحدة  |
| خفيف الوزن للسيدات  | IP1   | تارين باربرا · أستراليا         | هيوشين تشا · الولايات المتحدة      | إميليا ميسكو · أستراليا        |
| الوزن المتوسط سيدات | IP2   | ليزا ماكراني · الولايات المتحدة | أنجيلا يوسون · الولايات المتحدة    | إميلي بولين · كندا             |
| الوزن الثقيل سيدات  | IP3   | سارة بيتشيل · أستراليا          | تشونتي غونزاليس · الولايات المتحدة | جويس فان دن واردنبورغ · هولندا |

### ركوب الدراجات على الطرق
الرجال
| Event       | الفئة | الذهبية                        | الفضية                            | البرونزية                      |
| ----------- | ----- | ------------------------------ | --------------------------------- | ------------------------------ |
| سباق الزمن  | IHB1  | أوستن باركر · الولايات المتحدة | كيم جونغ سوك · كوريا الجنوبية     | ليني ريدروز · أستراليا         |
| سباق الطريق | IHB1  | ليني ريدروز · أستراليا         | أوستن باركر · الولايات المتحدة    | كيم جونغ سوك · كوريا الجنوبية  |
| سباق الزمن  | IHB2  | جانو ليبيك · إستونيا           | كيم يونغ مين · كوريا الجنوبية     | جيمس سافيل · أستراليا          |
| سباق الطريق | IHB2  | جانو ليبيك · إستونيا           | كيم يونغ مين · كوريا الجنوبية     | جيمس سافيل · أستراليا          |
| سباق الزمن  | ReB1  | كارلو كالكاجني · إيطاليا       | غريغوري كوارلز · الولايات المتحدة | جوشو سميث · الولايات المتحدة   |
| سباق الطريق | ReB1  | كارلو كالكاجني · إيطاليا       | غريغوري كوارلز · الولايات المتحدة | غاريت كوادا · الولايات المتحدة |
| سباق الزمن  | IRB1  | نا هيونغ يون · كوريا الجنوبية  | رافاييل ليجروس · بلجيكا           | إريك إستيفينارت · بلجيكا       |
| سباق الطريق | IRB1  | رافاييل ليجروس · بلجيكا        | نا هيونغ يون · كوريا الجنوبية     | لم تمنح                        |
| سباق الزمن  | IRB2  | فرانشيسكو موتولا · إيطاليا     | بيتر كوبرغ · بلجيكا               | نيكولاس ميلين · فرنسا          |
| سباق الطريق | IRB2  | نيكولاس ميلين · فرنسا          | بيتر كوبرغ · بلجيكا               | فرانشيسكو موتولا · إيطاليا     |
| سباق الزمن  | IRB3  | جيرالد مونييه · فرنسا          | كاسبر هولم هنريكسن · الدنمارك     | جيمس روجرز · المملكة المتحدة   |
| سباق الطريق | IRB3  | جيرالد مونييه · فرنسا          | اشلي موير · أستراليا              | كاسبر هولم هنريكسن · الدنمارك  |
| سباق الزمن  | ITB1  | مايكل ميرفي · الولايات المتحدة | جاكوب كوكس · الولايات المتحدة     | لم تمنح                        |
| سباق الطريق | ITB1  | مايكل ميرفي · الولايات المتحدة | جاكوب كوكس · الولايات المتحدة     | لم تمنح                        |

السيدات
| الألعاب      | الفئة   | الذهبية                          | الفضية                          | البرونزية                       |
| ------------ | ------- | -------------------------------- | ------------------------------- | ------------------------------- |
| سباق الزمن   | IHB2    | تيشا نيكربوكر · الولايات المتحدة | هيوشين تشا · الولايات المتحدة   | لم تمنح                         |
| سباق الطريق  | IHB2    | تيشا نيكربوكر · الولايات المتحدة | هيوشين تشا · الولايات المتحدة   | لم تمنح                         |
| وقت المحاكمة | إي بي 1 | كيري تيسييه · أستراليا           | بيث كينج · الولايات المتحدة     | فيكتوريا ويلز · المملكة المتحدة |
| سباق الطريق  | إي بي 1 | كيري تيسييه · أستراليا           | بيث كينج · الولايات المتحدة     | فيكتوريا ويلز · المملكة المتحدة |
| سباق الزمن   | IRB2    | كريستين موريس · الولايات المتحدة | إميليا ميسكو · الولايات المتحدة | لم تمنح                         |
| سباق الطريق  | IRB2    | كريستين موريس · الولايات المتحدة | إميليا ميسكو · الولايات المتحدة | لم تمنح                         |
| وقت المحاكمة | IRB3    | كيسي تيرنر · الولايات المتحدة    | فانيسا برويل · أستراليا         | كولين سويفت · أستراليا          |
| سباق الطريق  | IRB3    | كيسي تيرنر · الولايات المتحدة    | كولين سويفت · أستراليا          | ليزا ماكراني · الولايات المتحدة |

### السباحة
الرجال
| الألعاب                | الفئة | الذهبية                           | الفضية                           | البرونزية                         |
| ---------------------- | ----- | --------------------------------- | -------------------------------- | --------------------------------- |
| 50 متر سباحة حرة       | ISA   | مايكل نيكلسون · الولايات المتحدة  | أوستن باركر · الولايات المتحدة   | لم تمنح                           |
| 50 متر سباحة ظهر       | ISA   | أوستن باركر · الولايات المتحدة    | مايكل نيكلسون · الولايات المتحدة | رافال كونوبكا · بولندا            |
| 50 متر سباحة صدر       | ISA   | مايكل نيكلسون · الولايات المتحدة  | لم تمنح                          | لم تمنح                           |
| 50 متر سباحة حرة       | ISB   | غاريت كوادا · الولايات المتحدة    | أنطونيو أوريكيو · إيطاليا        | إيفان ليبيخا · أوكرانيا           |
| 100 متر سباحة حرة      | ISB   | غاريت كوادا · الولايات المتحدة    | أنطونيو أوريكيو · إيطاليا        | جوزيبي سباتولا · إيطاليا          |
| 50 متر سباحة ظهر       | ISB   | أندريه باداراك · أوكرانيا         | بينيتو فيرسلويج · هولندا         | غاريت كوادا · الولايات المتحدة    |
| 50 متر سباحة صدر       | ISB   | رونالد فان دورت · هولندا          | غاريت كوادا · الولايات المتحدة   | أندريه باداراك · أوكرانيا         |
| 50 متر سباحة حرة       | ISC   | أشايا ستالي · الولايات المتحدة    | ريتشارد جراي · المملكة المتحدة   | روبيرتو كو · إيطاليا              |
| 100 متر سباحة حرة      | ISC   | أشايا ستالي · الولايات المتحدة    | كي سي هيجر · الولايات المتحدة    | لم تمنح                           |
| 50 متر سباحة ظهر       | ISC   | أشعيا ستالي · الولايات المتحدة    | لم تمنح                          | لم تمنح                           |
| 50 متر سباحة صدر       | ISC   | أشايا ستالي · الولايات المتحدة    | علي الزهري · العراق              | كي سي هيجر · الولايات المتحدة     |
| 50 متر سباحة حرة       | ISD   | جيمس سافيل · أستراليا             | بيتر براون · أستراليا            | أوغست أونيل · الولايات المتحدة    |
| 100 متر سباحة حرة      | ISD   | جيمس سافيل · أستراليا             | بيتر براون · أستراليا            | أندرو بلاكبيرن · الولايات المتحدة |
| 50 متر سباحة ظهر       | ISD   | أندرو بلاكبيرن · الولايات المتحدة | أوغست أونيل · الولايات المتحدة   | ناثان كينج · أستراليا             |
| 50 متر سباحة الصدر     | ISD   | أوغست أونيل · الولايات المتحدة    | مايكل ميرفي · الولايات المتحدة   | أندرو بلاكبيرن · الولايات المتحدة |
| 50 متر سباحة حرة       | ISE   | جيرت فان تي أوفير · هولندا        | كريستوفر أوبراين · أستراليا      | شون والش · الولايات المتحدة       |
| 100 م سباحة حرة        | ISE   | جيرت فان تي أوفير · هولندا        | كريستوفر أوبراين · أستراليا      | أندرو ويلكنسون · أستراليا         |
| 50 ماؤ سباحة على الظهر | ISE   | كريستوفر أوبراين · أستراليا       | جيرت فان تي أوفير · هولندا       | بنيامين ماكومب · المملكة المتحدة  |
| سباحة على الصدر 50 متر | ISE   | كريستوفر أوبراين · أستراليا       | جيرت فان تي أوفير · هولندا       | رافال روتكوفسكي · بولندا          |

السيدات
| الألعاب                | الفئة | الذهبية                           | الفضية                            | البرونزية                       |
| ---------------------- | ----- | --------------------------------- | --------------------------------- | ------------------------------- |
| 50 متر سباحة حرة       | ISC   | راشيل ويليامسون · المملكة المتحدة | كيري تيسييه · أستراليا            | لم تمنح                         |
| 50 متر سباحة على الظهر | ISC   | راشيل ويليامسون · المملكة المتحدة | كيري تيسييه · أستراليا            | لم تمنح                         |
| سباحة على الصدر 50 متر | ISC   | راشيل ويليامسون · المملكة المتحدة | كيري تيسييه · أستراليا            | لم تمنح                         |
| 50 متر سباحة حرة       | ISD   | كريستين موريس · الولايات المتحدة  | كيلي ليونارد · المملكة المتحدة    | ليزا جونستون · المملكة المتحدة  |
| 100 متر سباحة حرة      | ISD   | كريستين موريس · الولايات المتحدة  | راشيل ويليامسون · المملكة المتحدة | ليزا جونستون · المملكة المتحدة  |
| 50 متر سباحة على الظهر | ISD   | كريستين موريس · الولايات المتحدة  | كيلي ليونارد · المملكة المتحدة    | ليزا جونستون · المملكة المتحدة  |
| سباحة على الصدر 50 متر | ISD   | كريستين موريس · الولايات المتحدة  | كيلي ليونارد · المملكة المتحدة    | ليزا جونستون · المملكة المتحدة  |
| 50 متر سباحة حرة       | ISE   | تارين باربرا · أستراليا           | كيسي تيرنر · الولايات المتحدة     | أنجيلا يوسون · الولايات المتحدة |
| 100 متر سباحة حرة      | ISE   | تارين باربرا · أستراليا           | كيسي تيرنر · الولايات المتحدة     | أنجيلا يوسون · الولايات المتحدة |
| 50 متر سباحة على الظهر | ISE   | أنجيلا يوسون · الولايات المتحدة   | تارين باربرا · أستراليا           | كيسي تيرنر · الولايات المتحدة   |
| سباحة على الصدر 50 متر | ISE   | تارين باربرا · أستراليا           | سالي رينارد · المملكة المتحدة     | إيما مورفيت · أستراليا          |

المختلطة
| الألعاب             | الذهبية                                                                | الفضية                                                                 | البرونزية                                                                      |
| ------------------- | ---------------------------------------------------------------------- | ---------------------------------------------------------------------- | ------------------------------------------------------------------------------ |
| 4 × 50 متر تتابع حر | أستراليا · أندرو ويلكنسون · جيمس سافيل · بيتر براون · كريستوفر أوبراين | الولايات المتحدة · شون والش · روبرت دومينغيز · أغسطس أونيل · روس ألوين | الولايات المتحدة · بريت كامبفيلد · دانيال كلارك · أندرو بلاكبيرن · غاريت كوادا |

### الرياضات الجماعية
| الألعاب                     | الذهبية          | الفضية          | البرونزية        |
| --------------------------- | ---------------- | --------------- | ---------------- |
| الكرة الطائرة بوضعية الجلوس | بولندا           | جورجيا          | الولايات المتحدة |
| كرة السلة على كرسي متحرك    | الولايات المتحدة | هولندا          | المملكة المتحدة  |
| الرجبي على كرسي متحرك       | الولايات المتحدة | المملكة المتحدة | أستراليا         |

## الإعلام والبث
وُثقت الألعاب في فيلم وثائقي على نتفليكس بعنوان قلب إنفيكتوس.  قام أليكس جونز وجيه جيه تشالمرز بتغطية الحدث في برنامج مسائي من 6 حلقات على قناة بي بي سي وان من 17 إلى 22 أبريل 2022.  في 8 أبريل 2022، أعلنت السفارة البريطانية في هولندا عن سلسلة البودكاست أصوات إنفيكتوس والتي تتضمن مقابلات مع المتنافسين. 